# リウボウストア
株式会社リウボウストアは、沖縄県において主にスーパーマーケット事業を行う総合小売企業である。リウボウグループ12社のうちの1社で、株式会社リウボウの子会社。

## 概要
親会社のリウボウが1982年に当時の流通大手セゾングループと提携したことにより、1983年に西友との共同出資により創業する。当時、百貨店業を拡大させていたリウボウグループはリウボウストアー（当時）の設立により、スーパーマーケット（SM）、総合スーパー（GMS）事業への進出を達成する。
現在はスーパーマーケット業態のリウボウストアを13店舗、無印良品を3店舗、ダイソーを4店舗運営している。
なお、会社名は「リウボウ」と片仮名であるが、店舗名は「りうぼう」と平仮名である。これは那覇市久茂地にあるリウボウインダストリーが運営する百貨店の「デパートリウボウ」（パレットくもじ）と区別するためとされる。
公式キャラクターは“Ｒ”をモチーフにした、買い物上手な「ララン」である。

## 沿革

### 西友との提携時代
- 1983年（昭和58年）
  - 9月29日 - 株式会社リウボウと株式会社西友の出資により株式会社リウボウ総合開発設立。
  - 12月 - リウボウとリウボウ総合開発との出資により株式会社リウボウストアー設立。
- 1987年（昭和62年）
  - 3月27日 - 那覇市首里久場川町に初店舗となる「首里りうぼう」オープン。
  - 3月 - 「無印良品国際通り」開店[4]。
- 1996年（平成8年）
  - 6月28日 - 那覇市泉崎に「泉崎りうぼう」オープン。
  - 11月1日 - 那覇市安里に「栄町りうぼう」オープン。
- 1998年（平成10年）11月20日 - 那覇市国場に「国場りうぼう」オープン。
- 1999年（平成11年）3月 - リウボウ総合開発とリウボウストアーを統合し、株式会社リウボウストアに商号変更。
- 2000年（平成12年）10月6日 - 那覇市天久に「天久りうぼう楽市」オープン。
- 2001年（平成13年）
  - 1月18日 - 宜野湾市普天間のサンフティーマ内に「普天間りうぼう」オープン。
  - 11月 - 豊見城市豊見城に「豊見城りうぼう」オープン。

### 県内資本に転換、グループ再編
- 2003年（平成15年）
  - 9月30日 - 西友がリウボウインダストリーやリウボウストアの株式を全て売却し、資本提携を解消。
  - 10月1日 - 西原町の県内競合のサンエーが運営するサンエー西原シティ内に「無印良品西原シティ」オープン。
- 2004年（平成16年）4月17日 - 那覇市三原に「三原りうぼう」オープン。
- 2005年（平成17年）11月1日 - 浦添市当山のバークレーズコート内に「浦西りうぼう」オープン。
- 2006年（平成18年）4月29日 - 浦添市城間の浦添ショッピングセンター内に「浦添りうぼう」オープン。
- 2007年（平成19年）
  - 4月 - 「首里りうぼう」をスーパーマーケット業態に転換しリニューアルオープン。
  - 9月8日 - 流通グループ大手のCGCグループに、県内同業者の金秀商事、丸大と同時に加盟[5]。
- 2010年（平成22年）7月29日 - 那覇市古波蔵に「古波蔵りうぼう」オープン。
- 2011年（平成23年）
  - 4月14日- 那覇市西に「西町りうぼう」オープン。
- 2013年（平成25年）
  - 8月2日 - 浦添市大平に「大平りうぼう」オープン[6]。全店でファミリーマートのプライベートブランド「ファミリーマートコレクション」の取り扱いを開始。
  - 10月 - 「無印良品西原シティ」をサンエーに運営移管[7]。
- 2014年（平成26年）
  - 3月7日 - デパートリウボウ地下食品館の運営がリウボウインダストリーから同社に転換し「リウボウ食品館」をオープン。
  - 8月 - OCSと同年9月に閉鎖する「沖縄三越」が発行していた「沖縄三越カード」を引き継ぐかたちで、「リウボウOCSカード」の提供を発表。
  - 10月 - 豊見城市豊崎「豊崎ライフスタイルセンターTOMITON」内に、前身の「沖縄三越 豊崎マイキッチン」を継承し「リウボウ マイキッチン」を開店[8]。
- 2015年（平成27年）
  - 1月 - 「天久りうぼう」を"RYUBO FOOD MARKET"にリニューアルオープン。
  - 3月10日 - 株式会社Tポイント・ジャパンとポイントプログラム契約を締結し、同年5月から同社のほか、リウボウインダストリー、リウボウ商事にてポイントプログラム「Tポイント」を導入[9]。
  - 3月27日 - デパートリウボウ地下食品フロアに「グリーングルメ」オープン[10]。
- 2017年（平成29年）
  - 7月15日 - 那覇市銘苅に「古島マルシェ」オープン[11]。
- 2018年（平成30年）3月6日 - 那覇市宮城に「小禄宮城りうぼう」オープン[12]。
- 2019年（令和元年）
  - 8月 - 県内初となるスーパーマーケットとコンビニの一体型店舗「ファミリーマートプラスりうぼう泉崎店」オープン[13]。
- 2020年（令和2年）
  - 5月 - 移動スーパーとくし丸と業務提携[14]同時に高齢者や弱者を見守る協定を沖縄県と締結[15]。
  - 10月 - 「小禄宮城りうぼう」で移動スーパーとくし丸の運用が開始[16]。
- 2021年（令和3年）
  - 1月 - 「リウボウストアアプリ」をリリース[17]。
  - 5月 - 「天久りうぼう」で「りうぼうネットスーパー」を開始。
  - 9月 - 「浦添りうぼう」をリニューアルオープン。有機野菜やオーガニック食品のコーナー「りうぼうマルシェ」を新設[18]。
- 2023年（令和5年) 
  - 6月 - 天久店に紀伊国屋ブランドの売り場スペースを開設し、他6店舗でも取り扱いを開始する[19]。
- 2024年（令和6年) 
  - 3月 -  ダイソー山内店オープン
  - 9月 - ダイソー美里店オープン

## 店舗

### りうぼう

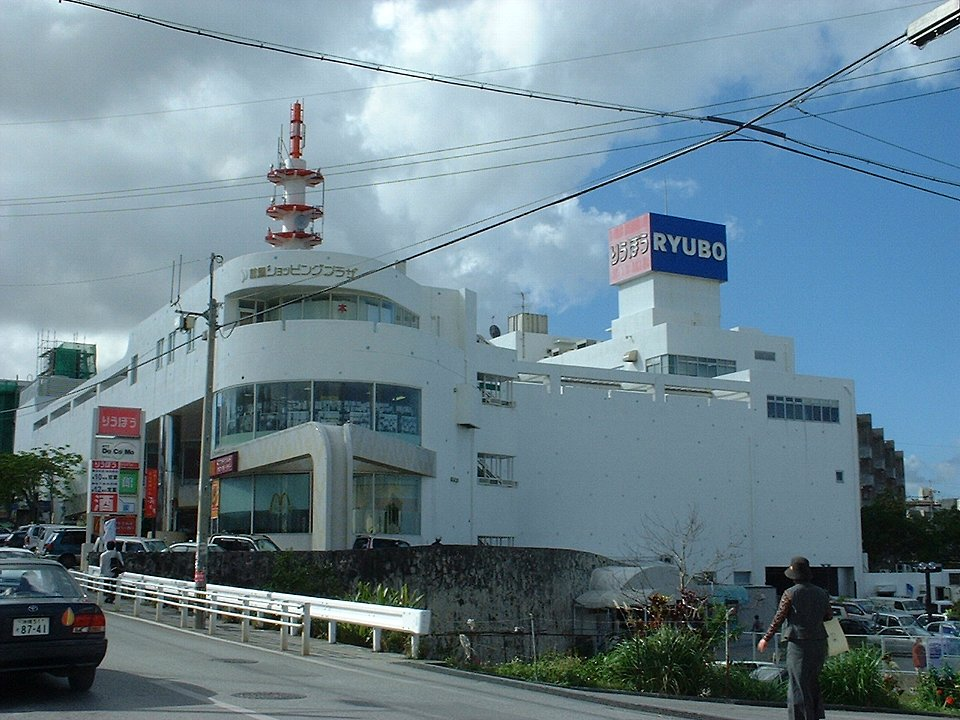
首里りうぼう

同社が主力とするスーパーマーケット（SM）業態の店舗。全部で13店舗を運営する。（2022年11月現在。詳細は「店舗情報」を参照。）

#### 首里りうぼう
- 概要：1987年3月開店。リウボウグループが西友との提携後初出店の店舗であり、グループ初の食料品部門を構えた店舗でもある。2007年のリニューアルでは、衣料部門を閉鎖し、直営売場を縮小したスーパーマーケット（SM）中心の業態に移行した。直営では食料品、ダイソーを運営する。
- 主なテナント：TSUTAYA、サブウェイ、サンキ、やっぱりステーキ、マルコポーロ（ベーカリー）、リウボウ旅行サービス、ベスト電器
- 過去に存在したテナント：マクドナルド（2016年閉店）、マルエー（2014年閉店）
- 所在地：〒903-0807　那覇市首里久場川町2-122-1
- 営業時間：午前9時～午後11時
- アクセス：沖縄都市モノレール線首里駅より徒歩7分。首里りうぼう前バス停より徒歩1分。

#### 栄町りうぼう
- 概要：1996年11月開店。2022年7月15日、「RYUBO FOOD MARKET」にリニューアルオープン。沖縄都市モノレール安里駅付近に立地。かつて同地に沖縄バスの本社があった（現在も沖縄バスより土地を賃借）。戦前の県立第一高等女学校・県立女子師範学校跡地でもある。
- 所在地：〒902-0067　那覇市安里388-6
- 営業時間：24時間営業
- アクセス：沖縄都市モノレール線安里駅より徒歩1分。姫百合橋バス停より徒歩3分。

#### 国場りうぼう
- 概要：1998年11月開店。2016年10月、「RYUBO FOOD MARKET」にリニューアルオープン。
- 所在地：〒902-0075　那覇市国場703
- 営業時間：午前9時～午前0時

ORENO PAN 国場店　(りうぼう店内)
- 営業時間：9：00～21：00　年中無休

#### 天久りうぼう
- 概要：2000年10月開店。那覇新都心地区に立地する。当店を核店舗として天久りうぼう楽市を形成しており、同社直営の無印良品天久、ダイソーも入居している。
- 所在地：〒900-0005　那覇市天久1-2-1
- 営業時間：24時間営業
- アクセス：合同庁舎前バス停、おもろまち三丁目バス停より徒歩5分。楽市前バス停（おもろまち駅前広場方面のみ）より徒歩すぐ。

#### 普天間りうぼう
- 概要：2001年1月開店。リウボウストアにおいて沖縄本島中部地区の初店舗。宜野湾市役所跡地である。ショッピングセンター「サンフティーマ」内に所在。
- 所在地：〒901-2202　宜野湾市普天間2-14-1
- 営業時間：午前9時～午後11時
- アクセス：普天間市場入口バス停より徒歩1分。

#### 三原りうぼう
- 概要：2004年4月開店。2008年6月にリニューアルオープン。2022年11月に再リニューアルオープン。
- 同社の店舗の中では小規模店のひとつ。以前はプリマート(イオン琉球の前身)であった。
- 所在地：〒902-0063　那覇市三原1-4-30
- 営業時間：午前7時～午前0時

#### 浦西りうぼう
- 概要：2005年11月開店。2015年7月、「RYUBO FOOD MARKET」にリニューアルオープン。同社直営のダイソーも入居している。アメリカ総領事館跡地にできた複合型モール「バークレーズコート」に所在する。
- 所在地：〒901-2104　浦添市当山2-2-2-3
- 営業時間：午前9時～午前1時
- アクセス：総領事館前バス停より徒歩1分。

ORENO PAN 浦西店　(りうぼう店内)
- 営業時間：午前9時～午後9時

#### 浦添りうぼう
- 概要：2006年4月開店。2021年9月、「RYUBO FOOD MARKET」にリニューアルオープン。旧「ダイエー浦添店」跡の「浦添ショッピングセンター」に中核店舗として入居する。
- 所在地：〒901-2133　浦添市城間4-7-1
- 営業時間：午前9時～午前０時
- アクセス：城間三丁目バス停より徒歩1分。

#### 西町りうぼう
- 概要：2011年4月開店。2017年3月、「RYUBO FOOD MARKET」にリニューアルオープン。
- 所在地：〒902-0036　那覇市西2-17-6
- 営業時間：午前9時～午前0時

#### 大平りうぼう
- 概要：2013年8月2日開店。
- 所在地：901-2113　浦添市大平2-6-1
- 営業時間：午前9時～午前0時

#### デパートリウボウ地下食品館
- 概要：2014年3月開店。
- 所在地：〒900-0015　那覇市久茂地1-1-1
- 営業時間：午前10時～午後8時30分

#### リウボウ豊崎食品館
- 概要：2014年10月に「リウボウ マイキッチン」として開店。翌年3月7日に現在の形にリニューアル。「豊崎ライフスタイルセンターTOMITON（とみとん）」内に所在する。
- 所在地：901-0225　豊見城市豊崎1-411
- 営業時間：午前9時～午後10時

#### ファミリーマートプラスりうぼう泉崎店
- 概要：2019年8月開店。2019年2月に閉店した泉崎りうぼうを改装した一体型店舗である。同建物内にはドラッグストア（ふく薬品）、クリーニング店などが入居している。
- 所在地：〒900-0021　那覇市泉崎2-23-2

「RYUBO FOOD MARKET」のロゴ

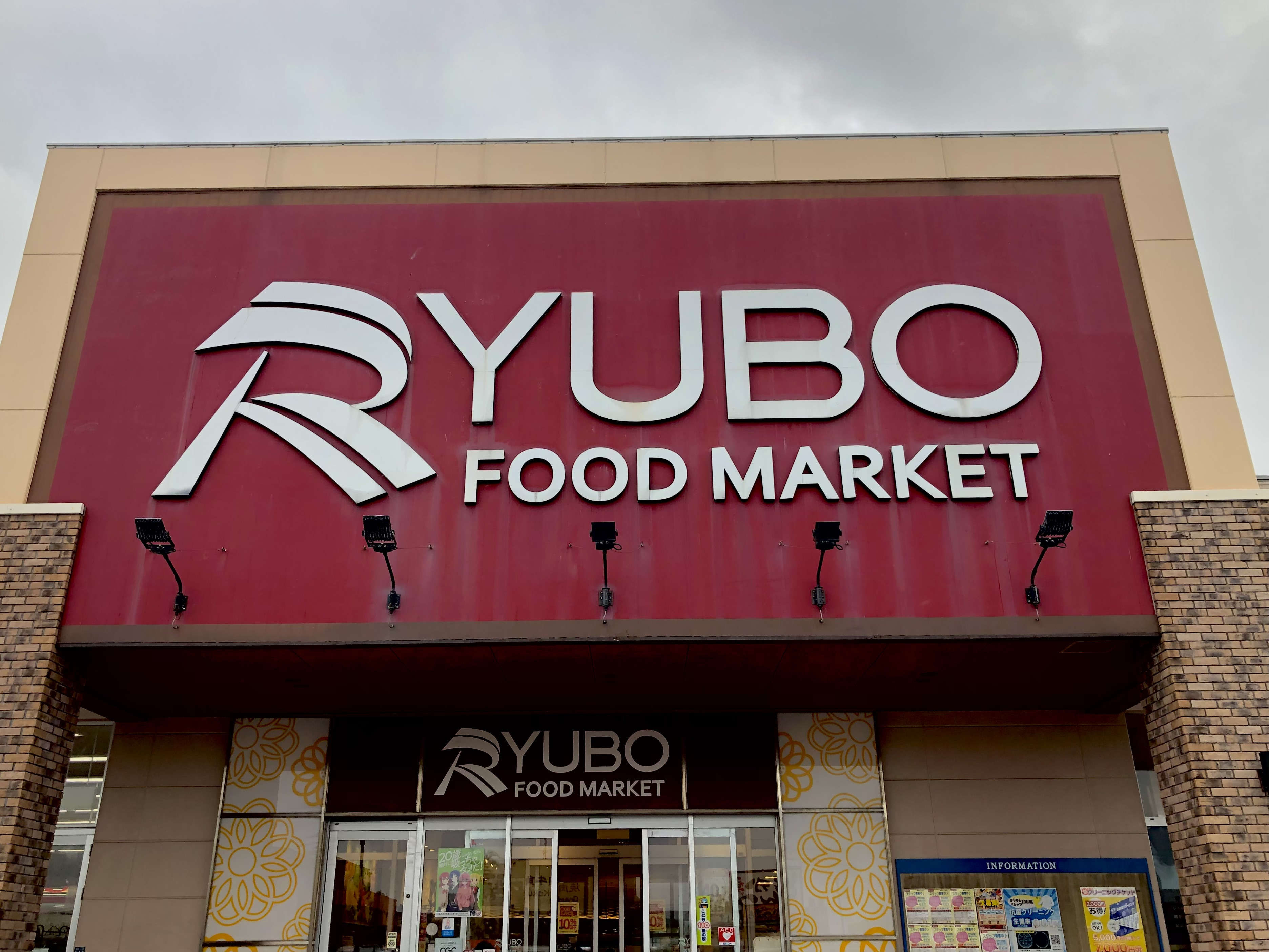
「RYUBO FOOD MARKET」の看板となった浦西りうぼう店

- 営業時間：24時間

### 新店舗ブランド「RYUBO FOOD MARKET」
2015年以降、リウボウストアの一部店舗において「RYUBO FOOD MARKET（リウボウフードマーケット）」として、順次改装オープンが進められている。これまで同社の店舗看板は「りうぼう」と平仮名表記であったが、「RYUBO FOOD MARKET」では英字表記の赤い看板となっている。「Ｒ」のデザインは1950年代の「リウボウ」の看板を踏襲しており、「原点回帰」という意味が込められている。「RYUBO FOOD MARKET」では高級感を演出した売り場づくりが行われ、生鮮食品の高品質な品揃えを強化している。また、従業員の制服デザインも、緑色に「りうぼう」のロゴのついたエプロンから、デパートリウボウ地下食品館と共通の白黒ギンガムチェック柄のものに変更している。

### 無印良品
もともとは、同社と資本提携していた西友のプライベートブランド（PB）商品であり、現在は良品計画のブランドである。県内に12店舗存在し、そのうち以下の3店舗が同社の運営する店舗となっている。なお、ほか9店舗は競合他社のサンエーが運営する。かつてはサンエー店内に入居する「無印良品 西原シティ」も同社が運営していたが、2013年8月のサンエーと良品計画とのフランチャイズ契約に伴い、同年10月に改装しサンエーの運営に転換した。
以下の店舗の店舗情報は同社のウェブサイトには掲載されていない。

#### 無印良品 天久
- 概要：2000年10月開店。同社が運営する天久りうぼう楽市内に所在する。
- 所在地：〒900-0005　那覇市天久1−1−1
- 営業時間：午前10時～午後10時
- アクセス：合同庁舎前バス停、おもろまち三丁目バス停より徒歩5分。

#### 無印良品 パレットくもじ
- 概要：パレットくもじ内に所在する。
- 所在地：〒900-8503　那覇市久茂地1−1−1
- 営業時間：午前10時～午後8時
- アクセス：沖縄都市モノレール県庁前駅下車。

#### MUJItoGo 那覇空港店
- 概要：那覇空港旅客ターミナル内に所在する。
- 所在地：〒901-0142　那覇市鏡水150
- 営業時間：午前7時～午後8時30分
- アクセス：沖縄都市モノレール那覇空港駅下車。

### ダイソー
以下の4店舗が現在同社が運営するダイソーの店舗である。

#### 古波蔵ダイソー
- 概要：2017年10月7日開店。2010年から古波蔵りうぼうとして存在した店舗跡に改装しオープン。食品や酒類なども取り扱う。
- 所在地：〒902-0067　那覇市古波蔵3-18-21
- 営業時間：午前9時～午後11時

#### リウボウストア首里店
- 「首里りうぼう」を参照。

#### 天久りうぼう店
- 「天久りうぼう」を参照。

#### 浦西りうぼう店
- 「浦西りうぼう」を参照。

山内ダイソー
- 概要：2024年3月1日開店。元TSUTAYA山内店の建物跡地に出店。
- 所在地：〒904-0034　沖縄市山内4丁目9-2
- 営業時間：午前9時～午後10時

美里ダイソー
- 概要：2024年9月20日開店。洋服の青山の建物跡地に出店
- 所在地：〒904-2154　沖縄県沖縄市東2丁目3-1
- 営業時間：午前9時～午後10時

## 過去に存在した店舗
さつきりうぼう
- 概要：2003年開店。2004年~2005年閉店。
- 所在地：〒901-0153 那覇市宇栄原３丁目
- 営業時間：不明

豊見城りうぼう
- 概要：2001年11月開店。2011年7月閉店。現在はダイレックス豊見城店。
- 所在地：〒901-0241　豊見城市豊見城460-1
- 営業時間：午前9時～午前0時

古波蔵りうぼう
- 概要：2010年7月開店。当社の店舗の中では三原りうぼうと並び小規模な店舗。以前はプリマートであった。現在はダイソーとなっている。
- 所在地：〒902-0067　那覇市古波蔵3-18-21
- 営業時間：午前7時～午前1時

泉崎りうぼう
- 概要：1996年6月開店。2019年2月28日閉店[22]。かつて同地の周辺にラジオ沖縄の本社・演奏所があった。現在はファミリーマートプラスりうぼう泉崎店。
- 所在地：〒900-0021　那覇市泉崎2-23-2
- 営業時間：午前9時～午前0時

古島マルシェ
- 概要：2017年7月開店。当時、同社史上最大規模の売り場を強みに、高品質の生鮮食品の品ぞろえを重視したが、大幅な赤字が続き、開店から1年9か月の2019年4月30日で閉店した[23]。沖縄都市モノレール古島駅付近に立地する「アクロスプラザ古島駅前」内に所在していた。現在はフレッシュプラザ ユニオン古島店。
- 所在地：〒900-0004　那覇市銘苅1-19-1
- 営業時間：午前9時～午前0時

小禄宮城りうぼう
- 概要：2018年3月開店。2024年5月末閉店「エスタジオ小禄」内に所在していた。現在はフレッシュプラザ ユニオンスカラおろく店。
- 所在地：〒901-0147　那覇市宮城1-18-1
- 営業時間：午前9時～午前0時

### リウボウストアが入居している商業施設
- パレットくもじ
- 天久りうぼう楽市
- 浦添ショッピングセンター
- サンフティーマ
- バークレーズコート